# ياسر عبد الله الرعيني
ياسر عبد الله الرعيني، وزير الدولة لشؤون تنفيذ مخرجات الحوار الوطني في الحكومة اليمنية، من مواليد محافظة إب عام 1984.

## التعليم
حاصل على ماجستير في الفقه وأصوله عام 2008م. وهو باحث دكتوراه في موضوع وحدة الدين والسياسة في جامعة الحسن الثاني في المملكة المغربية. أما دراسة الماجستير فكانت في القانون الدستوري والمؤسسات السياسية.
يحمل الوزير شهادة الليسانس في القانون – 2007م. والبكالوريوس في الشريعة – 2004م. ودبلوم معلمين – 2003م.

## العمل
شغل الوزير الرعيني الكثير من المناصب الحكومية وغير الحكومية، حيث اختير نائباً لأمين عام لجنة صياغة الدستور والهيئة الوطنية للرقابة على تنفيذ مخرجات الحوار الوطني. وعين نائباً ثانياً لأمين عام مؤتمر الحوار الوطني.
وهة عضو في اللجنة الفنية للإعداد والتحضري لمؤتمر الحور الوطني الشامل 2013 – 2012.- رئيس الهيئة التنفيذية العليا للمؤتمر الوطني العام للشباب.- رئيس المنسقية العليا لثورة الشباب (شباب).- عضو اللجنة التنظيمية لثورة الشباب. ورئيس الهيئة التنفيذية للمؤتمر الوطني العام للشباب